# Koncz Vilmos
Koncz Vilmos (Kunszentmárton, 1932. január 10. – Budapest, 2006. november 8.) autóvillamossági szerelő, festő, népi fafaragó.

## Élete
Apja cipész volt, 1945-ben hunyt el, anyja varrónő. Két fiútestvére volt.
Az elemi iskolát Kunszentmártonban végezte, majd a polgári után a martfűi cipőgyárban helyezkedett el. 1950-ben Budapesten autóvillamosságot tanult. 1952-től 1990-es nyugdíjazásáig az Ikarus Karosszéria- és Járműgyárban villamossági szerelőként dolgozott. Házasságából egy fia született. Rákosszentmihályon élt és alkotott.

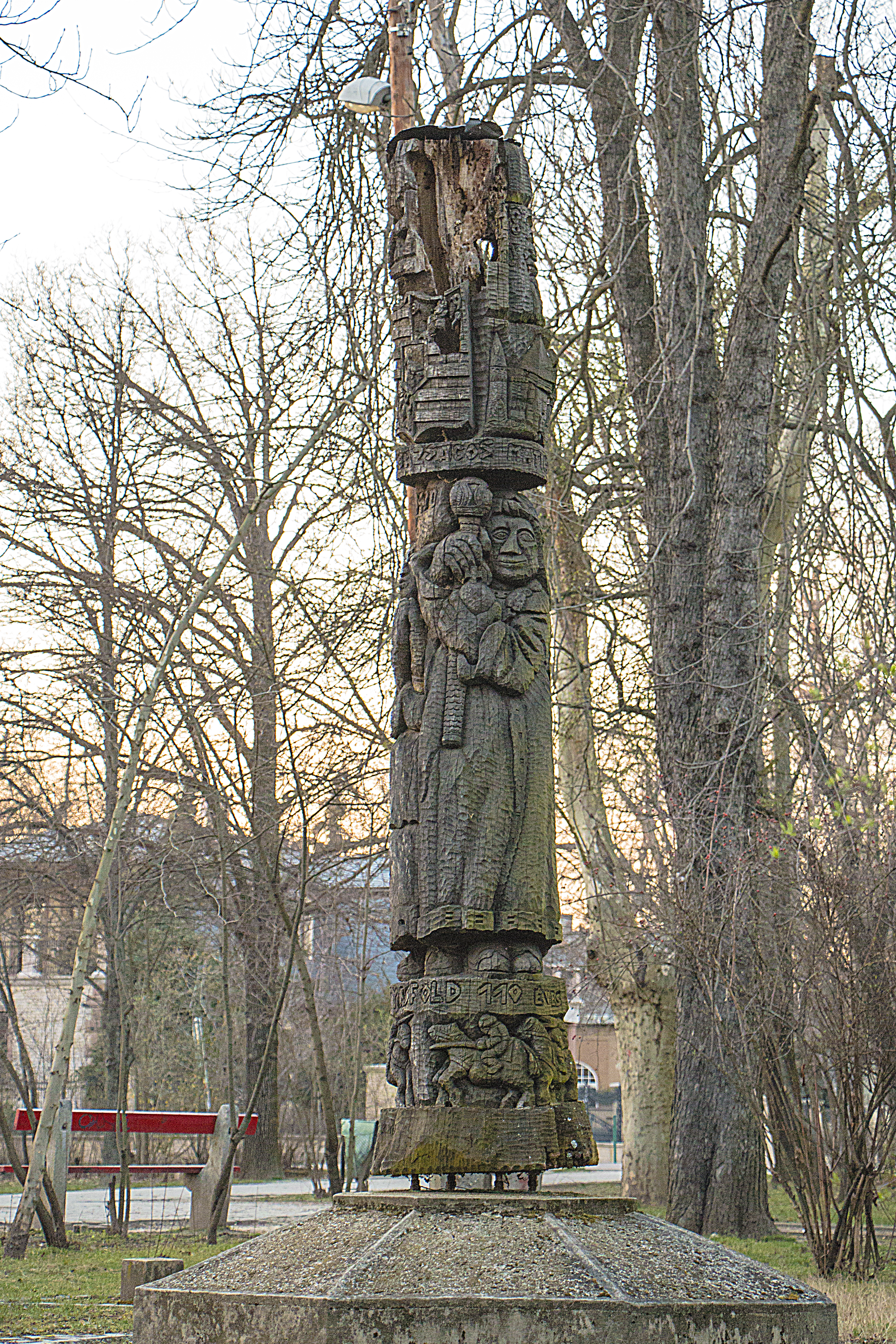
Mátyásföld 110. évfordulója alkalmából 1997-ben a Mátyás király téren felállított szobra (2016-ban eltávolították)

30 évesen egy idős, festegető szomszédja ösztönzésére kezdett el festeni. Az 1960-as évek elején az Ikarus gyárban működött művészeti kör tagja volt, ám itt Különböző technikákat alkalmazó, kísérletező művészete miatt sok konfliktusa támadt. Szénnel, pasztellel, olajjal kezdett festeni. Hamarosan a Corvin Művész Klub tagja lett – 1991-től vezetőségi tag. Másfél évtized telt el a festéstől, amikor az első faragásokig. Mint az Ikarusz Gyár garanciális szerelője többször eljutott Európa, Közel-Kelet és Afrika országaiba, melyek kultúrája, népművészete nagy hatással volt további művészeti munkásságára. Így jutott el Bagdadba, Kuvaitba, Bejrútba, illetve Tanzániába. Ez utóbbi országban töltött másfél éve alatt megismerkedett a makonde törzs ősi népművészetével, ébenfa, elefántcsont faragásaival – ami gyökeresen megváltoztatta alkotói pályáját. Amikor elefántcsontból, afrikai motívumokkal díszítve elkészített egy autentikus karperecet, a törzs tagjai maguk közé fogadták, s lett ott „Mister Vili”. Szintén itt felvették a Szocialista Képzőművészeti Egyesületbe is, melynek egészen haláláig tagja maradt. Festett képeiből a Kilimandzsáró Hotelben kiállítást rendeztek. Az araboktól a réz megmunkálását, s az üvegmozaik készítését, a hinduktól pedig az ékszerkészítés fogásait sajátította el. Az 1978-as tiszakürti alkotótábort követően sorra kapta a meghívásokat fafaragó táborokba.
Budapesten nyolc alkalommal volt önálló kiállítása, világszerte pedig tizenhét csoportos kiállításon szerepeltek alkotásai.
Kísérletező alkotó volt. Több mint 420 alkotása között található üvegmozaik, terrakotta, rézdomborítás, bútorfaragás is. Az ország különböző településein felállított negyven nagyméretű, többségében többmezős, körfaragásos technikával készített szobra volt. Az asztalon elférő dísztárgyaktól a három méter magas emlékműig minden megtalálható volt életművében. A tiszakürti Arborétumban két, körfaragással készített faszobrát is elhelyezték, ezek: a Tasso (Tvasco) és a Tanzán családfa. Szülővárosának ajándékozott alkotásai: az 1956-os kopjafa, a Jászok és kunok, a Furulyás, a Kolompolás és a Szárnyasoltár. Az 1980-as években a Budapesti Állat- és Növénykert számára is készített faragványokat. A XVI. kerületben első szobra a törzsgyári óvodának készült és 1981. május 29-én avatták, a második Mókár címmel pedig még ugyanebben az évben a János utcai napközis táborban került elhelyezésre.
Furulyázott, citerázott is.
2006-ban hunyt el Budapesten, hamvait a budapesti Szent Mihály-templomban, a Szent Rita-urnatemetőben helyezték el 2006. december 14-én. Halála után életműve nagy része „elveszett”. Kevés fennmaradt művét Teszák Sándor mentette meg és adományozta a Kertvárosi Helytörténeti Gyűjteménynek.

„Azt csinálom amit szeretek, ami belülről hajt, mert jeleket szeretnék hagyni magam után, hogy egykor léteztem és talán nem is haszontalanul”

– Koncz Vilmos ars poeticája 2002-ből

## Díjai
- Corvini Domini I. díj
- Csepelért emlékérem
- Rákosszentmihályért emlékplakett[5]
- Kunszentmártonért emlékérme
- Corvin életműdíj